# Zasilacz impulsowy
Zasilacz impulsowy, SMPS – zasilacz zbudowany w oparciu o przetwornicę napięcia. 
Podobnie jak inne zasilacze, zasilacz SMPS przesyła energię ze źródła prądu stałego lub prądu przemiennego (często z sieci elektrycznej, patrz zasilacz sieciowy) do obciążeń prądu stałego. W przeciwieństwie do zasilacza liniowego, tranzystor przepustowy zasilacza impulsowego nieustannie przełącza się między stanami o niskim rozproszeniu, pełnym włączeniu i całkowitym wyłączeniu i spędza bardzo mało czasu w przejściach o wysokim rozproszeniu, co minimalizuje straty energii. Hipotetyczny idealny zasilacz impulsowy nie rozprasza energii. Regulację napięcia uzyskuje się poprzez zmianę stosunku czasu włączenia do wyłączenia (znanego również jako cykle pracy). W przeciwieństwie do tego zasilacz liniowy reguluje napięcie wyjściowe poprzez ciągłe rozpraszanie mocy w tranzystorze przepustowym. Wyższa sprawność elektryczna zasilacza impulsowego jest ważną zaletą.
Zasilacze impulsowe mogą być również znacznie mniejsze i lżejsze niż zasilacze liniowe, ponieważ transformator może być znacznie mniejszy. Dzieje się tak dlatego, że pracuje z wysoką częstotliwością przełączania, która waha się od kilkuset kHz do kilku MHz (w przeciwieństwie do częstotliwości sieciowej 50 lub 60 Hz). Pomimo zmniejszonego rozmiaru transformatora, topologia zasilania i wymagania dotyczące tłumienia zakłóceń elektromagnetycznych (EMI) w projektach komercyjnych skutkują zwykle znacznie większą liczbą komponentów i odpowiednią złożonością obwodów.
Regulatory przełączające są stosowane jako zamienniki regulatorów liniowych, gdy wymagana jest wyższa wydajność, mniejszy rozmiar lub mniejsza waga. Są jednak bardziej skomplikowane. 

Przykładowy schemat zasilacza impulsowego o topologii flyback

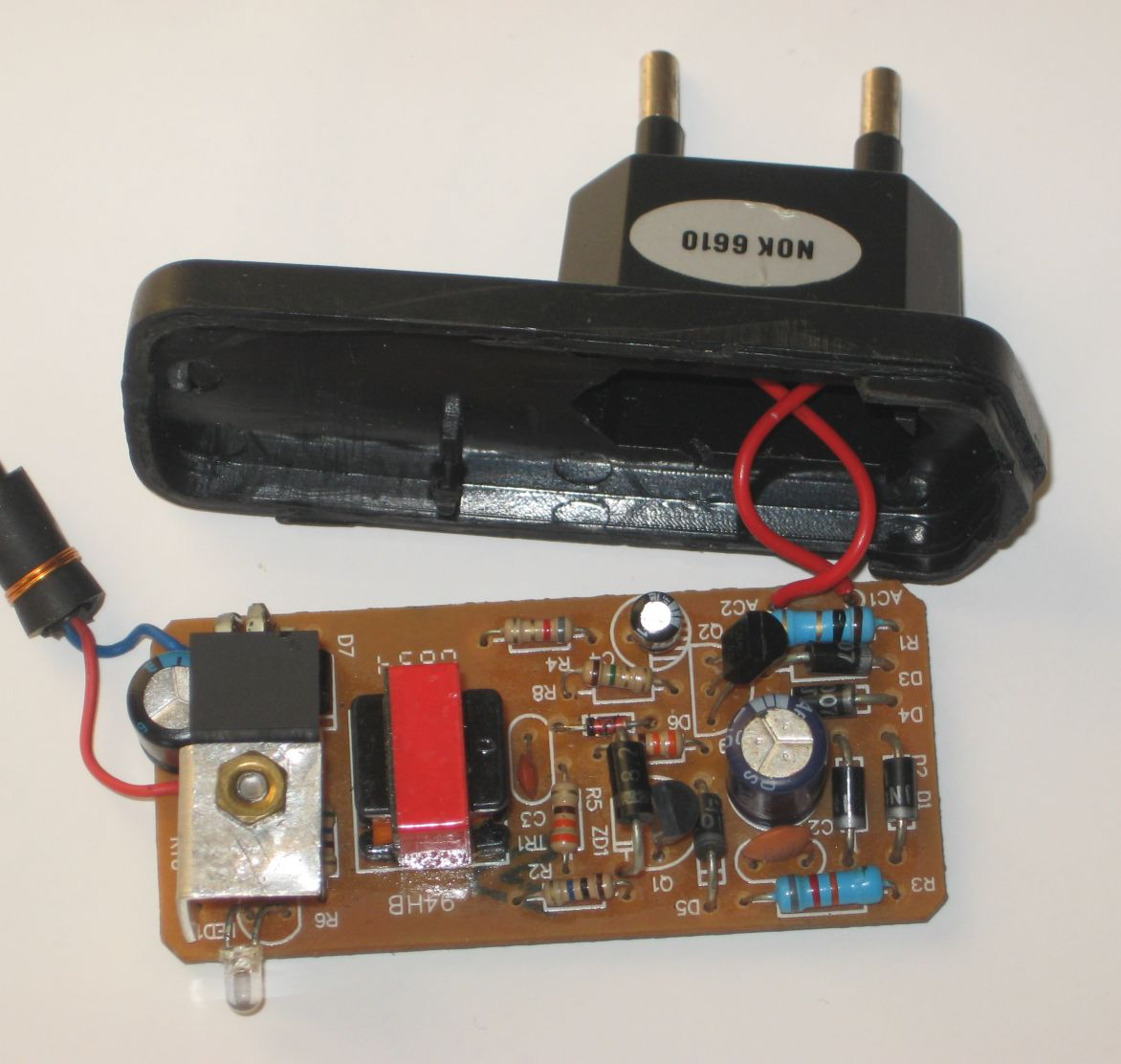
Wnętrze zasilacza impulsowego telefonu komórkowego typu flyback. Po prawej stronie część z napięciem sieciowym, w środku transformator (czerwony).

## Budowa

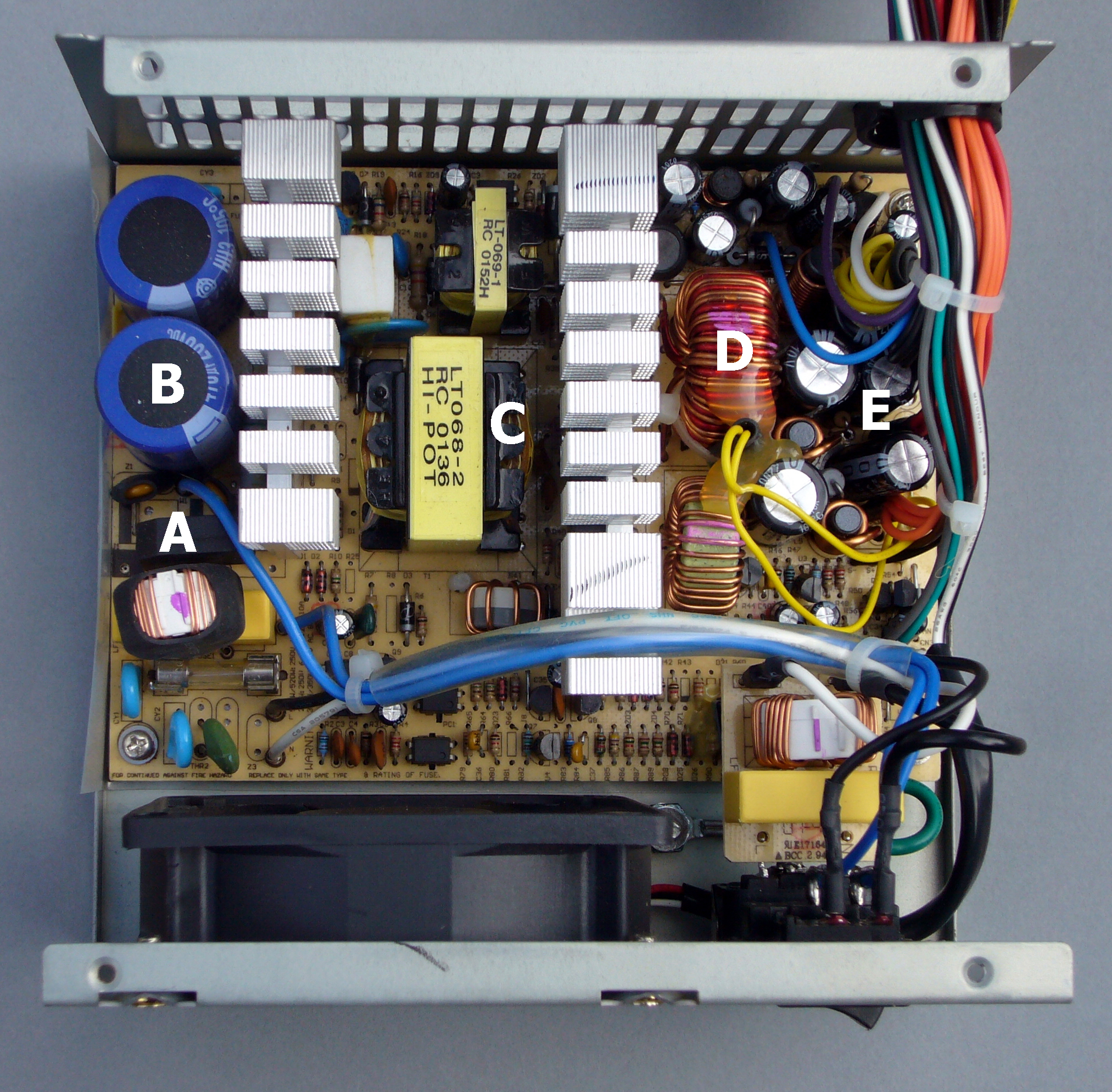
Wnętrze zasilacza komputerowego wykonanego w topologii half-bridge (półmostek): A) mostek prostowniczy, B) kondensatory półmostka, C) transformator, D) dławiki, E) kondensatory filtrów napięć wyjściowych.

Pierwsza sekcja, występująca tylko w zasilaczach sieciowych, służy do przetworzenia napięcia przemiennego na napięcie jednokierunkowe i zmniejszenie jego zmian. Sekcja ta składa się z prostownika (zwykle mostka Graetza) i kondensatorów wygładzających tętnienia. 
Napięcie stałe dociera do sekcji kluczującej. W zasilaczach impulsowych jako klucze wykorzystuje się tranzystory, przełączane między stanem nasycenia i zatkania przy pomocy impulsów sterujących o zmiennej długości (modulacja szerokości impulsów). Utworzony w ten sposób przebieg prostokątny trafia do uzwojenia pierwotnego transformatora impulsowego. Częstotliwość impulsów (dochodząca do setek kHz) jest o wiele większa od częstotliwości sieci energetycznej, dzięki temu transformatory stosowane w zasilaczach impulsowych mogą być znacznie mniejsze niż w przypadku tradycyjnych zasilaczy transformatorowych. 
Napięcie wychodzące z uzwojenia wtórnego transformatora trafia do prostownika złożonego z diod przystosowanych do pracy z dużą częstotliwością. Tętnienia napięcia są wygładzane przez dławiki i kondensatory o dużej pojemności. Jeśli zasilacz ma dostarczać kilka różnych napięć wyjściowych, wówczas w transformatorze stosuje się kilka uzwojeń wtórnych.
Wyróżnia się następujące topologie zasilaczy impulsowych:
- Flyback (dwutaktowy, z gromadzeniem energii w polu magnetycznym rdzenia) – w fazie pierwszej klucz tranzystorowy jest zwarty i poprzez uzwojenie pierwotne gromadzi energię w polu magnetycznym rdzenia transformatora. Kiedy tranzystor zostaje wyłączony, rdzeń oddaje energię poprzez indukcję na uzwojenie wtórne (flyback oznacza wyindukowanie impulsowego napięcia). Częstotliwość ładowania jest stała, ale czas trwania impulsów jest kontrolowany przez układ elektroniczny i jest zależny od obciążenia po stronie wtórnej. Topologia flyback wykorzystywana jest głównie w zasilaczach małej mocy, np. w ładowarkach do telefonów komórkowych. Pozwala na konstrukcję bardzo prostych zasilaczy, których jednak główną wadą jest niższa sprawność energetyczna (w porównaniu do innych topologii).
- Forward (przetwornica przepustowa) – jednotaktowy zasilacz z transformatorem zapewniającym izolację galwaniczną między wejściem a wyjściem. Przekazanie energii z wejścia na wyjście odbywa się poprzez transformator w czasie gdy tranzystor jest załączony. Stosowany w zasilaczach o mocy nie przekraczającej kilkuset watów oraz w spawarkach[2].
- Half-bridge (pół-mostek) i full-bridge (pełny mostek) – to układy pod względem konstrukcyjnym podobne do transformatora sieciowego. Do działania potrzebują napięcia przemiennego na uzwojeniu pierwotnym. Przebieg napięcia nie jest sinusoidalny lecz prostokątny, generowany przez 2 (w half-bridge) lub 4 (w full-bridge) tranzystory. Zmniejsza to także straty i upraszcza układ. Parametry przebiegu są regulowane przez układ scalony w celu utrzymania stałego napięcia po stronie wtórnej w zależności od obciążenia. Do przełączania napięcia między tranzystorami wykorzystuje się podział napięcia po mostku Graetza za pomocą 2 kondensatorów połączonych szeregowo względem siebie, włączonych równolegle do napięcia. Dzięki temu otrzymuje się układ napięć taki jak w zasilaczu symetrycznym. Układ pół-mostkowy wykorzystywany jest w zasilaczach komputerowych przy mocach dochodzących do kilkuset watów. Układy pełnego mostka pozwalają na transformowanie mocy nawet powyżej 1 kW.
- Buck (obniżyć) – topologia używana do zasilania napięciem stałym niższym niż wejściowe.
- Boost (zwiększyć) – topologia używana do zasilania napięciem stałym, które jest wyższe od wejściowego.
- Buck-boost (odwracająca) – topologia używana do zasilania napięciem stałym o zmienionej biegunowości, niższym lub wyższym od wejściowego.

Dodatkowo dla zasilaczy o mocy powyżej 75 W (w dowolnej topologii) stosuje się układy poprawiające współczynnik mocy oraz rozkładające obciążenie na cały okres napięcia (w porównaniu do zwykłego prostownika mostkowego).

## Zalety i wady
Zalety zasilacza impulsowego:
- Duża sprawność przekraczająca nawet 90%, istotna zwłaszcza przy zasilaniu z baterii lub akumulatora.
- Małe rozmiary oraz niewielka masa, w stosunku do przenoszonej mocy, w porównaniu do zasilaczy transformatorowych.
- Szeroki zakres napięcia wejściowego np. od 100 do 240 V, co umożliwia użytkowanie we wszystkich krajach świata.
- Zabezpieczenia przed zwarciem wbudowane w układy kontrolne zasilacza.
- Odporność na zakłócenia z sieci.
- Odporność na krótkie zaniki napięcia.
- Niższy koszt wytworzenia.

Wady:
- Źle skonstruowany lub zbudowany ze złej jakości elementów może powodować zakłócenia na wysokiej częstotliwości (kompatybilność elektromagnetyczna) oraz niestabilną pracę podłączonych urządzeń.
- Skomplikowana budowa pod względem ilości części potrzebnych do pracy, przez co zasilacze impulsowe małej mocy były droższe niż tradycyjne. Na początku XXI wieku wprowadzono odpowiednie układy scalone, w wyniku czego nawet zasilacze o mocy kilku watów stały się tańsze od tradycyjnych.
- W niektórych rozwiązaniach wymagane jest obciążenie wstępne.

## Środki ostrożności
Przy układach zasilanych z napięcia sieciowego główny kondensator filtrujący za układem prostownika może trzymać napięcie z uwagi na brak obciążenia. Kontakt z tym kondensatorem może spowodować porażenie prądem elektrycznym.
W latach 1996–2010 zdarzały się częste usterki kondensatorów elektrolitycznych spowodowane niską jakością produkcji. Rezultatem tego był wypływ elektrolitu lub eksplozja kondensatora generująca napięcia wyjściowe, które dosyć często powodowały uszkodzenie zasilanego urządzenia, np. płyty głównej i elementów współpracujących z nią.

## Zastosowanie
Obecnie zasilacze impulsowe prawie całkowicie wyparły zasilacze transformatorowe. Stosowane są one w praktycznie wszystkich urządzeniach podłączanych do napięcia sieciowego (w zależności od regionu świata pomiędzy 100–240 V i 50–60 Hz), takich jak telewizory, komputery i ich osprzęt, ładowarki telefonów komórkowych, do zasilania urządzeń przenośnych i stacjonarnych itp., prócz klasycznych wzmacniaczy elektroakustycznych. Jednak i w tych ostatnich producenci niekiedy decydują się na stosowanie przetwornicy.